# Dolichuranus primaevus
Dolichuranus primaevus è un terapside estinto, appartenente ai dicinodonti. Visse nel Triassico medio (Anisico, circa 245 - 243 milioni di anni fa) e i suoi resti fossili sono stati ritrovati in Namibia.

## Descrizione
Questo animale era di grandi dimensioni rispetto alla maggior parte degli altri dicinodonti: il solo cranio poteva raggiungere i 50 centimetri di lunghezza, e si suppone che l'animale intero potesse oltrepassare i due metri e mezzo di lunghezza. Come altri animali simili, anche Dolichuranus doveva possedere un corpo massiccio a forma di botte, sorretto da arti robusti e relativamente corti. Dolichuranus era dotato di un grande cranio di forma triangolare (in vista dorsale), piuttosto allungato e dotato di na zona occipitale allargata. Possedeva il tipico becco dei dicinodonti, simile a quello delle tartarughe, ma differiva da quello di animali simili come Kannemeyeria e Daptocephalus: questi ultimi possedevano un becco incurvato verso il basso, mentre Dolichuranus possedeva un becco più allungato e caratterizzato da una strana e larga scanalatura nella parte anteriore, simile a un foro. Altre caratteristiche uniche di Dolichuranus includevano una vacuità interpterigoidea piuttosto piccola posizionata dietro alla coana e all'interno del corpo dello pterigoide, il margine ventrale dei vomeri quasi al livello degli pterigoidi, e una cresta timpanica ventrale ben sviluppata, sulla quale si sviluppava un processo prominente per il muscolo depressor mandibulae. 

## Classificazione
Dolichuranus primaevus venne descritto per la prima volta da Keyser nel 1973, sulla base di resti fossili ritrovati nella formazione Omingonde in Namibia, risalente all'Anisico. Keyser descrisse un'altra specie di dicinodonti provenienti da questa formazione (Rhopalorhinus etionensis), ma studi successivi dimostrarono che questi fossili appartenevano alla specie tipo. 
Dolichuranus, benché inizialmente attribuito alla famiglia Kannemeyeriidae, era probabilmente un membro degli Stahleckeriidae, un altro gruppo di dicinodonti derivati; secondo alcuni studi, Dolichuranus sarebbe parte di un clade comprendente anche i sudamericani Stahleckeria e Ischigualastia (Damiani et al., 2007).